# Satuba
Satuba is een gemeente in de Braziliaanse deelstaat Alagoas. De gemeente telt 14.779 inwoners (schatting 2009).
De gemeente grenst aan Maceió, Rio Largo, Santa Luzia do Norte, Marechal Deodoro en Pilar.